# Roosevelt (Metro de Chicago)
Roosevelt (también conocida como Roosevelt/State) es una estación en la línea Roja del Metro de Chicago. La estación se encuentra localizada en 1167 South State Street en Chicago, Illinois. La estación Roosevelt fue inaugurada el 17 de octubre de 1943.  La Autoridad de Tránsito de Chicago es la encargada por el mantenimiento y administración de la estación. Lake/State es una estación de transferencia entre las líneas Verde y Naranja

## Descripción
La estación Roosevelt cuenta con 1 plataforma central y 2 vías. 

## Conexiones
La estación es abastecida por las siguientes conexiones: 
- Rutas del CTA Buses: #12 Roosevelt #18 16th/18th #29 State #62 Archer (nocturno) #129 West Loop-South Loop #146 Inner Drive/Michigan Express #192 University of Chicago Hospitals Express